# Bosc Sectorial de Font-rabiosa
El Bosc Sectorial de Font-rabiosa (en francès, oficialment, Forêt Sectionale de Fontrabiouse) és un bosc del terme comunal de Font-rabiosa, de la comarca del Capcir, a la Catalunya del Nord.
Aquest bosc, de 3,96 km² d'extensió, està situat a la zona central i septentrional de la comuna, en una llarga llenca que des del costat sud-oest del nucli urbà del poble de Font-rabiosa s'estén cap al nord-oest.
El bosc està sotmès a una explotació gestionada per la comuna de Font-rabiosa, atès que la propietat del bosc és de la comuna. Té el codi identificador de l'ONF F16243S.